# Berchemia kulingensis
Berchemia kulingensis là một loài thực vật có hoa trong họ Táo. Loài này được C.K.Schneid. mô tả khoa học đầu tiên năm 1914.